# Délice de Saint-Cyr
Délice de Saint-Cyr eller Boursault efter dess skapare är en osttyp som skapades år 1951 av Henri Boursault i Le Perreux-sur-Marne. Osten lagras först fritt i knappt två veckor, förpackas sedan och får mogna ytterligare en månad. Osten kan göras på en eller flera sorters mjölk från ko, får och get.